# NGC 6376
NGC 6376 је спирална галаксија у сазвежђу Змај која се налази на NGC листи објеката дубоког неба.
Деклинација објекта је + 58° 49' 2" а ректасцензија 17h 25m 19,2s. Привидна величина (магнитуда) објекта NGC 6376 износи 14,8 а фотографска магнитуда 15,5. NGC 6376 је још познат и под ознакама UGC 10855, MCG 10-25-25, CGCG 300-24, KCPG 516A, KAZ 135, 7ZW 712, KUG 1724+588, PGC 60258.